# Мариян Тодоров
Мариян Тодоров Димитров е бивш български футболист, полузащитник.
Роден е на 25 август 1970 г. в Русе. Юноша на Локомотив (Русе) (по-късно преименуван на Корабостроител). Играл е за Янтра, русенските клубове Корабостроител, Дунав и Раковски, Шумен, Черноморец, Литекс, Спартак (Варна), ЦСКА, Ботев (Пловдив), Марек, Родопа, Бней Сахнин (Израел) и в Кипър. В А група има 177 мача и 28 гола. Шампион на България през 1998 и 1999 с Литекс и вицешампион през 2001 г. с ЦСКА (София). Финалист за купата на страната през 1999 г. с Литекс. Има 4 мача за КЕШ с Литекс и 8 мача в турнира Интертото (5 за Марек и 3 за Спартак Вн). От есента на 2006 г. е старши треньор на Дунав (Русе).

## Статистика по сезони
- Янтра – 1989/90 – Б група, 7 мача/1 гол
- Янтра – 1990/91 – А група, 16/2
- Янтра – 1991/92 – А група, 23/4
- Корабостроител – 1992/93 – Б група, 35/6
- Дунав – 1993/94 – Б група, 26/6
- Раковски – 1994/95 – Б група, 28/7
- Черноморец – 1995/ес. - В група, 15/6
- Шумен – 1996/пр. - А група, 12/1
- Литекс – 1996/97 – Б група, 31/4
- Литекс – 1997/98 – А група, 28/6
- Литекс – 1998/99 – А група, 21/2
- Спартак (Вн) – 1999/00 – А група, 14/2
- Спартак (Вн) – 2000/ес. - А група, 11/3
- ЦСКА – 2001/пр. - А група, 4/2
- Бней Сахнин – 2001/ес. - Лига Леумит, 7/1
- Спартак (Вн) – 2001/ес. - А група, 1/0
- Кипър – 2002/пр. - Дивизия А
- Ботев (Пд) – 2002/пр. - Б група, 9/2
- Марек – 2002/03 – А група, 20/2
- Родопа – 2003/04 – А група, 23/3
- Дунав – 2005/пр. - В група, 12/3
- Дунав – 2006/пр. - Източна Б група, 3/1